# ネポン
ネポン株式会社（Nepon  Inc.）とは、農業用機器、住宅機器メーカーである。本社所在地は東京都渋谷区渋谷1丁目4番2号。

## 概要
1948年（昭和23年）6月9日に、熱ポンプ工業株式会社として創立。1969年（昭和44年）に現社名となる。主に園芸用品、農業用を中心とした熱機器（ボイラー、業務用温風暖房装置などの製造）、住宅機器などを扱っている。
1969年（昭和44年）に発売した泡洗浄式の簡易水洗便器「パールトイレ」は、水でなく泡状の洗浄液を用いる独自方式で、簡易水洗式便所での洗浄水増加問題を抑えられるメリットによって成功した。現在ではアサヒ衛陶と並んで、簡易水洗式便所の代表的メーカーにもなっており、一部の簡易水洗便器はアサヒ衛陶からOEM提供を受けている。

## 社名の由来
旧社名の熱ポンプ工業の、ネ（熱）とポン（ポンプ）から